# Euphorbia cumulata
Euphorbia cumulata är en törelväxtart som beskrevs av Robert Allen Dyer. Euphorbia cumulata ingår i släktet törlar, och familjen törelväxter. Inga underarter finns listade i Catalogue of Life.